# عقوبة الإعدام في السودان

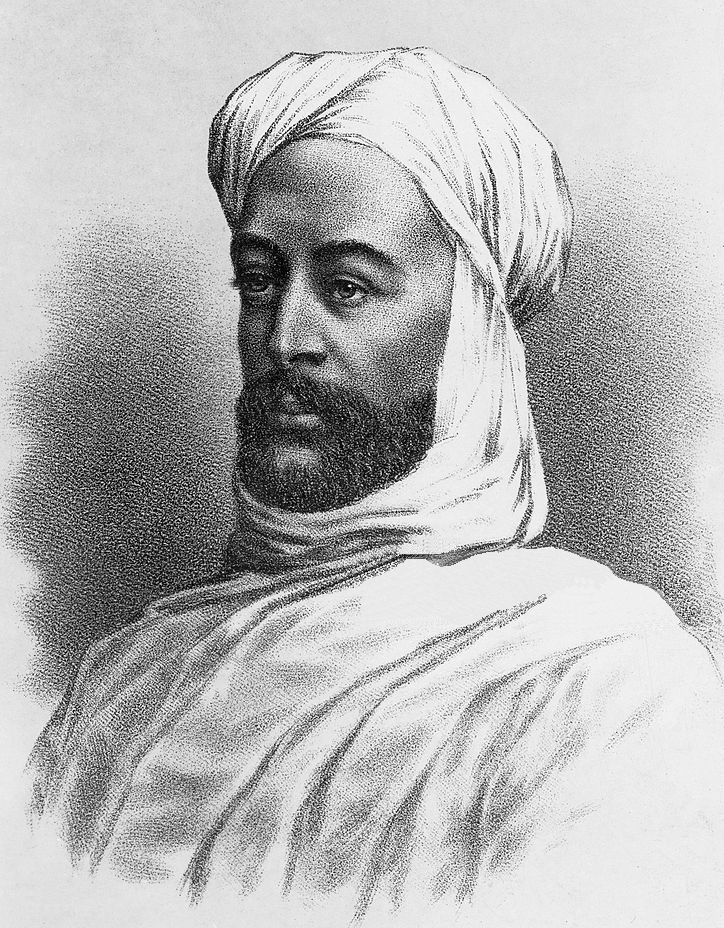

تُعدّ عقوبة الإعدام في السودان قانونية بموجب المادة 27 من القانون الجنائي السوداني الصادر عام 1991. يستند القانون السوداني بنوده من الشريعة الإسلامية التي تنص على عقوبة الإعدام والعقوبات البدنية -مثل البتر- في حقّ كل من يرتكب «أخطاء لا تُغتفر».
ولكن بالرغم من ذلك فمعدلات تنفيذ هذه العقوبة تبقى منخفضة نوعًا ما في دولة السودان حيث احتلت المرتبة الثامنة في عام 2014 بالمقارنة مع البلدان الأخرى التي لا تزال مستمرة في ممارسة هذه العقوبة.

## التاريخ
لطالما كانت عقوبة الإعدام موجودة في مختلف ولايات البلاد بما في ذلك تلك التي تعتمدُ على نظم قضائية «حديثة».
خلال الـ 100 سنة الماضية؛ حصلت العديد من التغييرات في القانون السوداني. ففي وقت مبكر من تاريخ السودان وبالتحديد في الفترة ما بين 1990 حتى 1974 كانت عقوبة الإعدام حاضرة في النظام القانوني السوداني الذي يقوم على القانون الجنائي الهندي الذي يعتمِدُ في حد ذاته على القانون الأنجلوسكسوني. في عام 1974؛ أي عهد ولاية الرئيس جعفر النميري. حصلت تعديلات على نطاق واسع في قانون العقوبات بما في ذلك تعديلات مهمة على القانون المدني. ومع ذلك؛ فإن تعديلات القانون المدني لم تُدمج في القانون الجنائي السوداني ممّا تسبب في عدد من القيود داخل المحاكم. بعد هذا الفشل؛ أعادت الحكومة السودانية قانونها السابق الذي يعتمدُ على القانون الهندي. بحلول عام 1983 دخلت الدولة السودانية مُنعطفًا جديدًا وذلك بعد تزعم النميري جعفر للحكم مجددا. هذه المرة حاولَ النظام السوداني تعزيز الشريعة في حكم البلد كما تبنى أيديولوجية الإخوان المسلمين. نقّح مكنب الرئيس النميري عددًا من القوانين الوطنية لتعكس مضمون الشريعة بما في ذلك قانون العقوبات. لكنّ هذا لم يدم طويلا حيث سرعان ما تم إلغاء القانون وذلك في عام 1974. بحلول عام 1991؛ تمّ استبدال قانون العقوبات 1974 للمرة الثانية بالقانون الجنائي لسنة 1991 والذي لا زال قائمًا حتى اليوم. قبل هذا الوقت؛ جاءَ الرئيس عمر البشير إلى السلطة بعد انقلاب عام 1989 أطاحَ بالجبهة الإسلامية الوطنية التابعة لفرع الإخوان في السودان. قامَ البشير بعددٍ من الإصلاحات التي ساعدت الحكومة في تعزيز أسلمة البلاد.

## التشريعات

### الجرائم
هذه قائمة مُصغّرة بخصوص الجرائم التي قد تُنفذ فيها عقوبة الإعدام حسب الدولة السودانية:
- جرائم ضد الدولة مثل التجسس والتحريض على الحرب ضد الدولة وتقويض النظام الدستوري.[9]
- الجرائم الدينية.[ا]
- جرائم ضد الجسد والروح. وهذا يشمل تحريض قاصر على الانتحار.[10]
- جرائم الشرف والأخلاق العامة والسمعة. ويشمل ذلك الزنا (يُعاقب عليها بالرجم)،[11] اللواط،[12] الاغتصاب إذا كان يشكل أيضا جريمة الزنا أو اللواط، [13] زنا المحارم[14] ثم البغاء والدعارة.[15]

المادة (27)(1) من قانون عام 1991 تنص على أن:
| «يتمّ تنفيذ العقوبة إما شنقا أو رجما أو بنفس الطريقة التي قَتَلَ بها الجاني كما يُمكن أخد الحد خلال العقاب أو القصاص أو التقريب هذا فضلا عن الصلب.» |

بشكل عام؛ غالبًَا ما يتم تنفيذ عقوبة الإعدام بالشنق.

### الضمانات الإجرائية
يجبُ على المحكمة السودانية توفير عددٍ من الضمانات الإجرائية لكل شخص متهم بارتكاب جريمة قد يصلُ الحكم فيها إلى الإعدام:
- المتهم بريء حتى تثبت إدانته
- لا يجب إجبار المتهم على الاعتراف بجريمته في ظروف محدودة.
- لدى المُتهم الحق في الاستئناف
- لدى المتهم الحق في الرعاية الطبية، كما له الحق في الأمن والأمان والقُدرة على الاتصال بمحام والقدرة كذلك على الاتصال بأسرته
- لا يُسمح بالكفالة في مثل هذه الأحكام.[ب]

هذه الضمانات متوفرة فقط في مرحلة المحاكمة؛ بمعنى أن المحكمة يجب عليها توفير كل هذا خلال فترة التحقيق والتي يكون فيها المتهم معرض لخطر التعذيب والضرب لدرجة القتل (على الرغم من أنّ هذا قانوني بموجب القانون السوداني) إلا أنه قد تم توثيقه في مناسبات عديدة.

## الحالات
تُوضح الحالات التالية أنواعًا من الإجراءات التي أدت إلى الحلقات الأخيرة من عقوبة الإعدام في البلاد. على الرغم من أن السودان من الدول الموقعة على اتفاقية حقوق الطفل إلا أنّه واعتبارًا من عام 2010 فإن السودان لا تزال واحدة من عدد قليل من البلدان التي لا تزال تعتمدُ على هذا القانون. في أيار/مايو 2009 حكمت محكمة سودانية على شاب يُدعى عبد الرحمن زكريا محمد بالإعدام وذلك بتهمة القتل والسرقة. استندَ قرار الحكم إلى اثنين من العوامل. أثارت هذه القضية الكثير من الجدل وذلك بعد تدخل المقرر الخاص للأمم المتحدة المعني باستقلال القضاة والمحامين على الخط حيث أكد على التالي: يجبُ حظر عقوبة الإعدام على الأطفال كما أنّ المحكمة تلاعبت ببعض القوانين من خلال تعريف مصطلح "الكبار في القانون الجنائي السوداني والذي يُشير إلى «أي شخص بلغَ وأكمل 15 سنة من العمر يُعتبر كبيرًا كما أن أي شخص بلغَ 18 سنة يُعتبر كبيرًا بالرغم من غياب ملامح البلوغ.» باستخدام هذا التعريف؛ قررت المحكمة أن عبد الرحمن مذنب كما أكدت على ضرورة معاملته معاملة "الكبار" على الرغم من انه كان يبلغُ 17 سنة في وقت اعتقاله. تمّ في عام 2009 أيضًا اعتقال أربعة أطفال تتراوح أعمارهم بين 15 إلى 17 سنة وحُكم عليهم بالإعدام بعد إدانتهم بالسطو المسلح. قبل ذلك بعامين تمّ الحكم على شابتين بالرجمِ حتى الإعدام وذلك بتهمة الزنا تحت المادة 146 (1) من القانون الجنائي. يُشار إلى أن السيدتان لم يحصلا على أي تمثيل قانوني كما لم يحصلا على مساعدة في توفير محام للدفاع عن أنفسهما.

## انتقادات
لطالما تعرضت دولة السودان -بالرغم من تعاقب الكثير من الحكومات والرؤساء- إلى عددٍ من الانتقادات التي تركزت على نقطتين مهمتين في ما يخص حقوق الحماية:
- حماية الحق في الحياة
- الحماية من ضروب المعاملة أو العقوبة القاسية أو اللاإنسانية أو المهينة.

هذان الحقان موجودان في الإعلان العالمي لحقوق الإنسان والميثاق الأفريقي لحقوق الإنسان والشعوب. حدثت عددٌ من انتهاكات حقوق الإنسان بسبب القانون السوداني؛ فعلى سبيل المثال لا الحصر فإنّ المادة 126 (2) من القانون الجنائي لعام 1991 تنص على إمكانية الحُكم بالإعدام في حق مرتكبي الجرائم الدينية وهذا انتهاك واضح للحق في حرية الضمير وحرية العقيدة الدينية. أيضا؛ وعلى الرغم من الضمانات الإجرائية التي تتفق مع المعايير الدولية إلا أنّها تبقى محدودة الممارسة ومن الصعبِ الوصول لها. نشرَ المقرر الخاص لحقوق الإنسان في السودان تقريرًا ذكر فيه أن غياب ضمانات المحاكمة العادلة للمتهمين الذين يواجهون عقوبة الإعدام بات يُشكل دليلا على عدم امتثال لما وقعت عليه.